# Best Buy

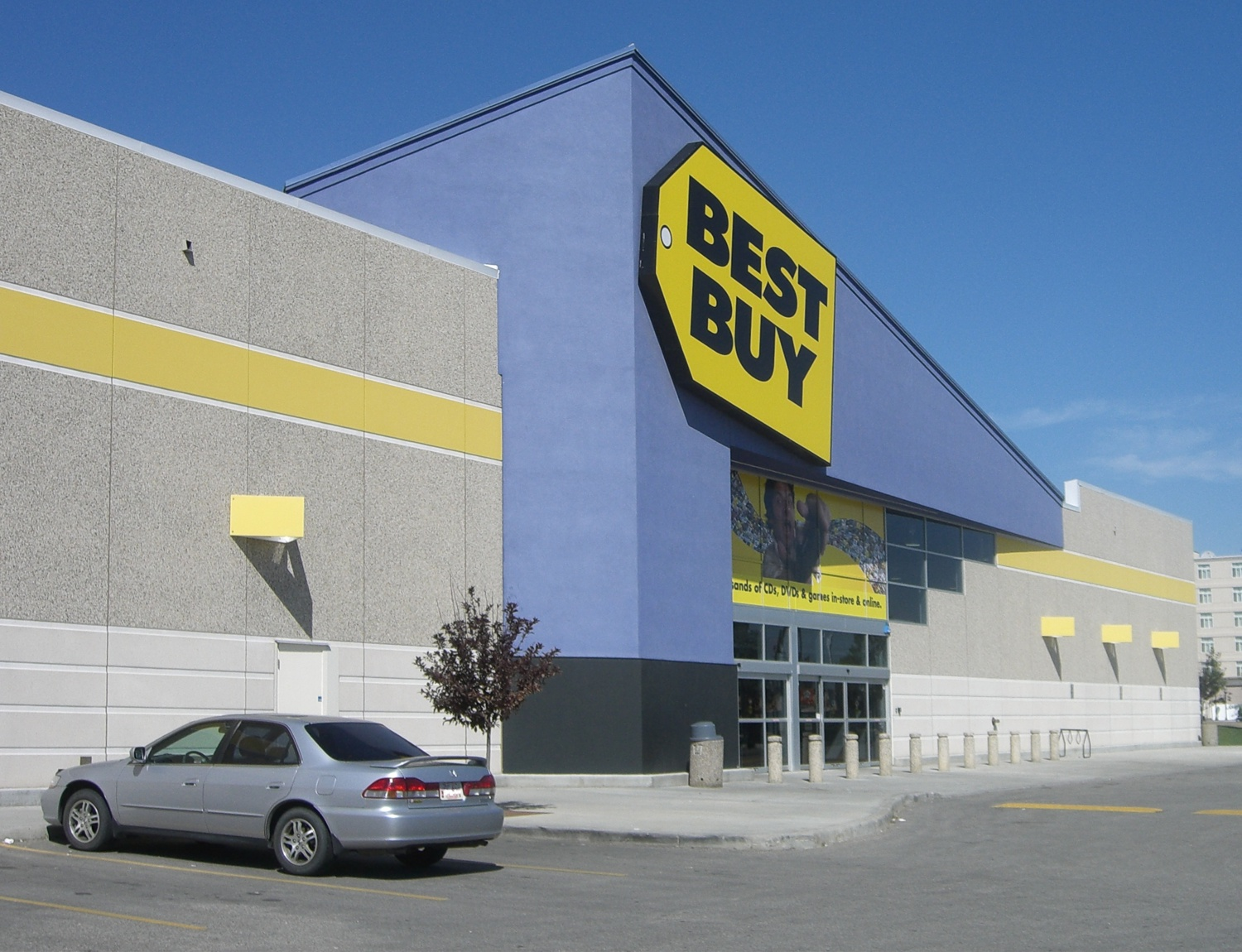
Best-Buy-Filiale in Edmonton

Best Buy ist ein US-amerikanisches Unternehmen mit Firmensitz in Richfield, Minnesota.
Best Buy verkauft Unterhaltungselektronik sowie eine große Anzahl von verschiedenen Produkten wie Computer, Software, Computerspiele, Musik-DVDs, Mobiltelefone, Digital- und Videokameras sowie Haushaltsgeräte wie Geschirrspüler, Trockner und Gefrierschränke. Jedes Geschäft von Best Buy hat des Weiteren ein Angebot an Ausrüstungsgegenständen für Fahrzeuge. Es gibt 1.379 Märkte in den Vereinigten Staaten (Stand 2017).
Best Buy besitzt selbst einige Marken, die in den Geschäften von Best Buy verkauft werden. Gegenwärtig gehören Best Buy sechs Handelsmarken: Insignia, Dynex, Init, Geek Squad und Rocketfish.

## Firmengeschichte
Best Buy wurde 1966 gegründet, als Richard M. Schulze und sein Geschäftspartner Gary Smoliak ein Unternehmen mit dem Firmennamen Sound of Music in Saint Paul, Minnesota eröffneten.  1967 erwarb Sound of Music das Unternehmen Kencraft Hi-Fi Company und Bergo Company. Das zweite Geschäft wurde in der Nähe der University of Minnesota und das dritte Geschäft in Downtown Minnesota eröffnet. 1969 erfolgte der Gang an die Börse.
2001 erwarb Best Buy das kanadische Unternehmen  Future Shop Ltd. und erhielt hierdurch Zugang auf den kanadischen Einzelhandelsmarkt der Unterhaltungselektronik. 2002 wurde das Unternehmen Geek Squad erworben.
2007 wurde eine Sammelklage gegen Microsoft und Best Buy in einem Berufungsverfahren vor dem United States Court of Appeals for the Ninth Circuit in San Francisco – trotz Bedenken – auf Grundlage des RICO Act zugelassen. Die Klage war im April 2000 durch James Odom angestrengt worden, der beiden Firmen Betrug vorwarf, da sie bei Käufen über Kreditkarten Kundeninformationen austauschten und der Kunde darüber nicht informiert werde. Microsoft hatte sich nach einer Investition von 200 Millionen US-Dollar in Best Buy verpflichtet, Werbung für diese Firma zu machen, im Gegenzug sollte der Händler Produkte von Microsoft bewerben.
2008 gaben Best Buy und Carphone Warehouse die Gründung des Gemeinschaftsunternehmens Best Buy Europe bekannt, an dem beide Seiten 50 Prozent halten.
In Izmir öffnete 2010 der erste Best-Buy-Markt der Türkei, in Großbritannien folgte im Frühling 2010 die erste britische Niederlassung. Man rechnete damit, dass Best Buy versuchen würde, langfristig in ganz Europa Fuß zu fassen. Bis Juni 2013 wurden alle zwischenzeitlich rund 10 Läden wieder geschlossen und die Gemeinschaftsunternehmung abgewickelt.

## Verschiedenes
Die Verkaufsgeschäfte sind gewöhnlich in leichtem Braunton ausgestattet und der Eingangsbereich ist in blauer Farbe gestaltet.
Best Buy  ist der Hauptsponsor des NASCAR-Teams Haas CNC Racing und dessen Fahrer Jeff Green.